# エルヴィン・レンドヴァイ
エルヴィン・レンドヴァイ（ハンガリー語: Erwin Lendvai、1882年6月4日 ブダペスト – 1949年3月21日もしくは31日 エプソム）はハンガリーの作曲家・合唱指揮者。

## 経歴
出生から修学期
1882年、オーストリア＝ハンガリー帝国のブダペストで生まれた。ブダペスト王立音楽院にてハンス・ケスラーに師事。ミラノのロッシーニ国立音楽院に留学した。
ドイツ在住時代
修了後は、1906年よりドイツに移住し、教育活動に入った。1913年から1914年までヘレラウのジャック＝ダルクローズ研究所で教鞭を執り、同地で写真家のエルナ・ディルクセンと結婚した。1914年から1920年まで、ベルリンのクリントヴォルト＝シャルヴェンカ音楽院の作曲科教授となり、作曲法を教授。1923年にはハンブルクの国民音楽学校で合唱を指導した。コブレンツの合唱協会でも指揮者となり、ミュンヘンの民間の合唱団も指揮した。1929年にはアルノルト・シェーンベルクの合唱曲《倖せ（Glück）》作品35-4を初演した。
イギリス移住後
1933年にナチス政権によってドイツからの出国を余儀なくされると、その後はイングランドに移住してケニングホールで音楽教師として働いた。戦後はハンガリーに帰国して、ジェール音楽院の院長を務める。この間にバルトーク・ベーラの作品に興味を寄せるようになった。1949年、サリー州エプソムにて死去。

## 家族・親族
- 妻：エルナ・ディルクセンは写真家。
- 甥：カミルロー・レンドヴァイも作曲家。

## 作曲作品
1916年にゲルハルト・ハウプトマンの原作によって唯一のオペラ《エルガ（Elga）》を作曲した。その他の代表作に、祝典音楽《民衆の自由（Völkerfreiheit）》（1930年）、交響曲、《古風な舞曲》、《管弦楽のためのスケルツォ》、《オルガンのための3つの小品》作品4があり、さらに室内楽曲、合唱曲、歌曲も手懸けた。

## 参考資料
- Erwin Lendvai
- Hugo Leichtentritt, E. Lendvai. Berlin 1912.
- Gesine Schröder, Zum Streit der Männerchöre in den Zwanziger Jahren: Eine Erinnerung an Erwin Lendvai", in:
- Tagung AIM Gender in Stuttgart-Hohenheim, 2.-4.2.2006 PDF